# Cynisca rouxae
Cynisca rouxae — вид плазунів з родини амфісбенових (Amphisbaenidae). Ендемік Кот-д'Івуару.

## Поширення і екологія
Cynisca rouxae відомі з двох місцевостей, одна з яких розташована в окрузі Гбеке в регіоні Валле-дю-Бандама, а друга — в Національному парку Комое. Вони живуть у відкритих і лісистих саванах та в галерейних лісах.